# Lissoeme
Lissoeme is een kevergeslacht uit de familie van de boktorren (Cerambycidae). De wetenschappelijke naam van het geslacht werd voor het eerst geldig gepubliceerd in 1966 door Martins, Chemsak & Linsley.

## Soorten
Lissoeme omvat de volgende soorten:
- Lissoeme maculata Martins & Galileo, 1998
- Lissoeme testacea Martins, Chemsak & Linsley, 1966